# Tortricini
Tortricini là một tông bướm đêm, thuộc họ Tortricidae.

## Hình ảnh

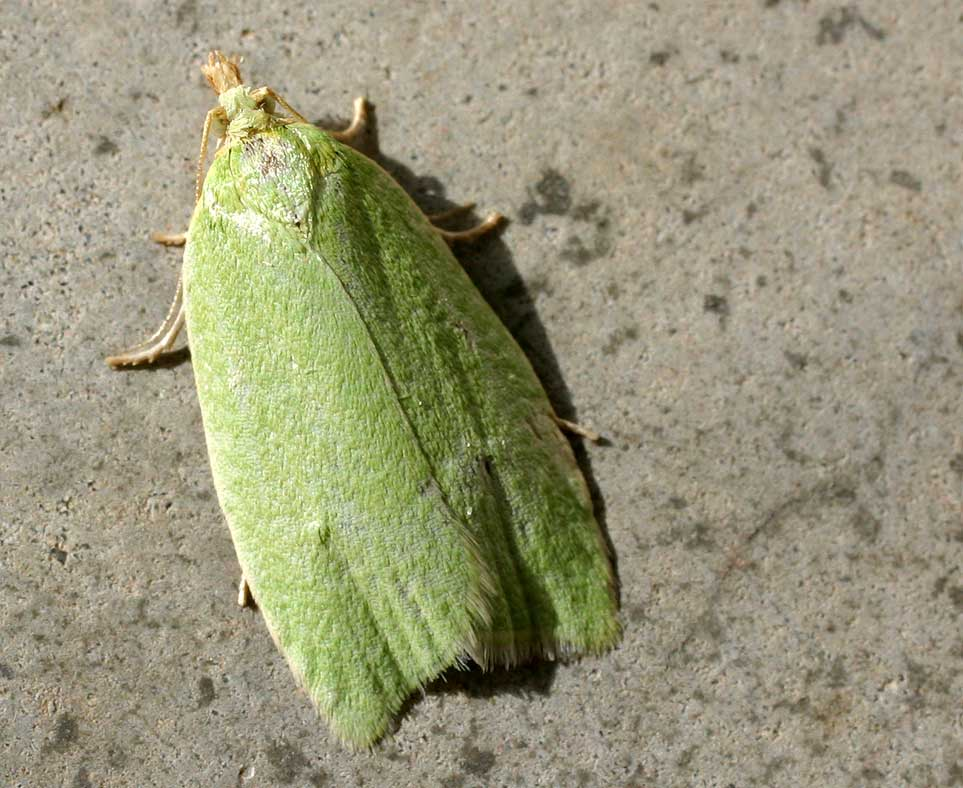

## Chi
Accra
Acleris
Aleimma
Algoforma
Amboyna
Anaccra
Anameristes
Apotoforma
Archigraptis
Asterolepis
Beryllophantis
Brachiolia
Cnesteboda
Cornesia
Eboda
Elaeodina
Exeristeboda
Herotyda
Latibulocrinis
Nephograptis
Panegyra
Paraccra
Paracroesia
Paratorna
Pareboda
Plinthograptis
Polemograptis
Pseudeboda
Pseudocroesia
Reptilisocia
Rubidograptis
Rubrograptis
Russograptis
Rutilograptis
Sanguinograptis
Sclerodisca
Sociosa
Spatalistis
Tortrix
Transita
Trophocosta
Tymbarcha
Vellonifer